# Slatousker Uhrenfabrik
Die Slatousker Uhrenfabrik (russisch: Златоустовский часовой завод) ist ein russischer Uhrenhersteller mit Sitz in Slatoust (Region Tscheljabinsk im Ural), der insbesondere durch die unter der Marke Agat (russisch: Агат - ‚der Achat‘) vertriebenen Uhren bekannt geworden ist.

## Geschichte
Im Dezember 1941 wurden Teile der „Ersten Moskauer Uhrenfabrik - Kirow“ aufgrund der nahenden deutschen Truppen nach Slatoust im Ural verlegt. Im Jahr 1943 erfolgte die teilweise Rückverlegung von Maschinen nach Moskau. Nach dem Ende des Krieges wurden in Moskau wieder Uhren gefertigt. Das Werk in Slatoust blieb jedoch erhalten. Zunächst wurden Taschenuhren, ab den 1950er Jahren auch Armbanduhren (baugleich mit Poljot-Uhren) gefertigt, darunter auch Taucheruhren wie die Vodolaz 191-ChS mit einem Durchmesser von 60 mm. 1962 wurde zunehmend die Produktion auf Stoppuhren umgestellt. In diesem Zusammenhang erhielt das Werk seinen neuen Namen Agat.

## Sortiment
Das gegenwärtig von der Slatousker Uhrenfabrik angebotene Sortiment umfasst neben Taschen-, Taucher- und normalen Uhren auch elektronische Bauteile, wie Schalter oder Relais.

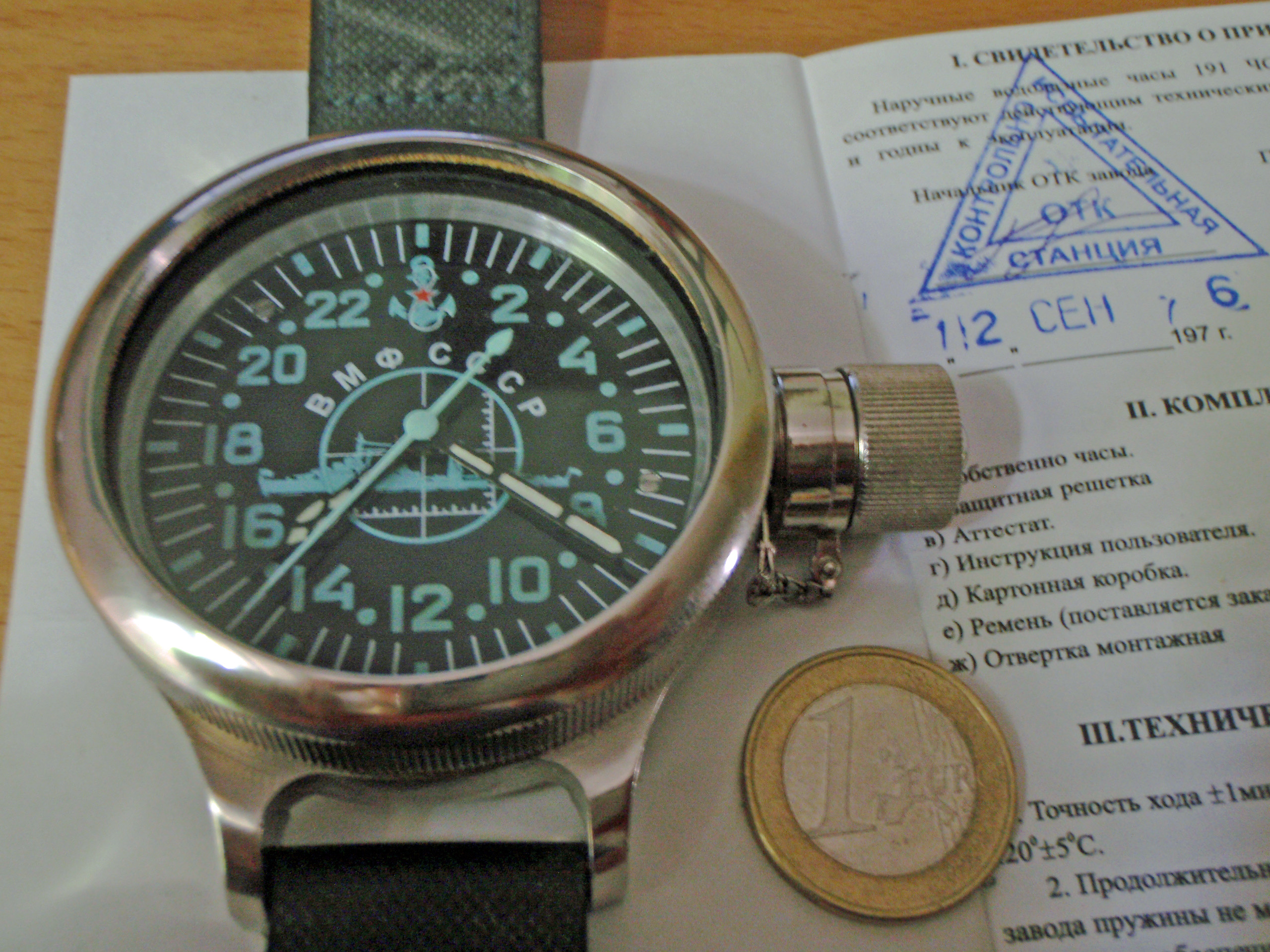
Taucheruhr der Slatousker Uhrenfabrik mit 24h-Skala (1-Euro-Münze zum Größenvergleich)

Es wird auch angenommen, dass die Radarsysteme der Lenkwaffenrakete Wympel R-77 von Agat entwickelt und produziert wurde.